# Шубинка (Липецкая область)
Шу́бинка —  деревня в Задонском районе Липецкой области России. Входит в состав Камышевского сельсовета.

## География
Деревня расположена в южной части Липецкой области, в восточной части Задонского района, в пределах Среднерусской возвышенности,  к северу от реки Репец и автодороги 42К-233.
Имеет одну улицу:  Ключевая.

## Население
| 2010 |
| ---- |
| 12   |

## Инфраструктура
Личное подсобное хозяйство.

## Транспорт
Деревня доступна автотранспортом. 